# رود ایلیچ
رود ایلیچ رودی است که به رود پیچورا می‌ریزد. این رود از کشور آمریکا می‌گذرد.